# Blixen-Finecke
Blixen-Finecke var oprindelig en uradelig slægt, hvoraf Blixen stammer fra Pommern. I det 17. århundrede kom den til Sverige, hvor den naturaliseredes i 1723 og i 1772 ophøjedes i friherrelig stand.
Den svenske general Carl Philip von Blixen-Finecke (1750-1829) arvede i 1801 det – ifølge højesteretsassessor Theodosius Ernst Frederik von Blixen-Finecke's testamente – oprettede stamhus Dallund i Søndersø Sogn på Nordfyn. Han blev den 29. oktober 1802 optaget i den danske friherrestand med navnet Blixen-Finecke. Hans sønnesøn baron og minister C.F.A.B. Blixen-Finecke (1822-1873) var far til hofjægermester, baron Frederik Theodor von Blixen-Finecke (1847-1919), der i 1915 fik bevilling til at substituere stamhuset med en fideikommiskapital. Carl Frederik von Blixen-Finecke solgte slægtens sidste godser i Pommern 1848.
Slægten besad tillige stamhuset og slottet Näsbyholm i Skåne. I dag residerer familien på Hesselagergård, der blev erhvervet 1904.